# Silvia Carrascal Domínguez
Silvia Carrascal Domínguez (Gütersloh, Renania del Norte-Westfalia, Alemania, 19 de junio de 1973) es una rectora y profesora universitaria española.

## Biografía
Silvia Carrascal es rectora de la Universidad San Jorge de Zaragoza y Doctora en Bellas Artes por la Universidad Complutense de Madrid. Experta en Educación Artística, Creatividad y en Gestión de Políticas Sociales, Culturales y Educativas. Ha estado dedicada a tareas docentes en diversos centros educativos de la Consejería de Educación de la Comunidad de Madrid, en la Escuela de Magisterio ESCUNI, institución educativa adscrita a la Universidad Complutense de Madrid -desde septiembre de 1999-;  y en los Grados de Educación Infantil y Primaria de la Universidad Internacional de la Rioja (UNIR).
Directora de Investigación, Doctorado y Postgrados en la Facultad de Ciencias Sociales y de la Educación, en la Universidad Camilo José Cela (UCJC), entre 2012 y 2015. Asumió la Dirección del Master de Formación del Profesorado en Educación Secundaria, Bachillerato y Formación Profesional de la UCJC entre 2014 y 2015. Ha sido profesora Contratada Doctora en la misma universidad hasta noviembre de 2019, trabajando como Adjunta a la Dirección de Profesorado y Directora de Investigación y Doctorado de la Facultad de Educación en la Universidad Camilo José Cela. Es profesora en diferentes centros docentes de enseñanza superior: en la Universidad Internacional de la Rioja; en la Facultad de Educación (Universidad Complutense de Madrid) es profesora Asociada; y en la Secretaría General de la Asociación de Amigos del Museo Nacional del Romanticismo (desde 2009). Es Miembro del Consejo de Gobierno de la Asociación Europea Liderazgo y Calidad de la Educación desde marzo de 2017. 
Ha realizado estancias de investigación y docencia en diversas Universidades y Centros de Investigación Internacional: en Lisboa (Portugal), en Bucarest (Rumanía), en Salerno (Italia), en la Universidad Autónoma de México y en la Hispanic Society de Nueva York. Ha participado en programas de formación UNESCO en La Habana (Cuba), así en formación y gestión nacional e internacional de proyectos educativos y culturales. 

### Grupos de investigación
Forma parte de los siguientes Grupos de investigación: 
- Profesora Asociada Facultad de Educación - UCM

- Directora del Grupo de Investigación Cultura, Sociedad y Educación (Universidad Camilo José Cela) -desde septiembre de 2007-. Entre las actividades que realizan destacan: 1000 palabras, juegos de formación visual,[1] y el Kit didáctico E·CO.[5]

- Miembro del Grupo de Investigación en Historia Reciente (GIHRE) de la Universidad de Navarra, desde donde colabora en el proyecto GENOVIFEM, un grupo de investigación cuyo objetivo es promover la visibilidad de la aportación femenina en todos los campos científicos (desde septiembre de 2015)

- Miembro del Grupo de Investigación Culturas, Religiones y Derechos Humanos (CRDH) de la UNIR (desde junio de 2013).

- Miembro del Grupo de Investigación, Cultura, Sociedad y Educación - GdICSE (desde septiembre de 2010).

### Videos didácticos
- Silvia Carrascal en el Grado Maestro en Educación UCJC
- Bidimensionalidad en la Educación Infantil
- Desarrollo de la expresión plástica en educación infantil (I)
- Desarrollo de la expresión plástica en educación infantil (II)
- Técnicas trimensionales. Expresión Plástica
- Relación lenguaje plástico - Expresión Plástica

- Datos: Q29053765
- Multimedia: Silvia Carrascal Domínguez / Q29053765